# Setaria petiolata
Setaria petiolata là một loài thực vật có hoa trong họ Hòa thảo. Loài này được Stapf & C.E.Hubb. miêu tả khoa học đầu tiên năm 1930.